# Université de Seattle

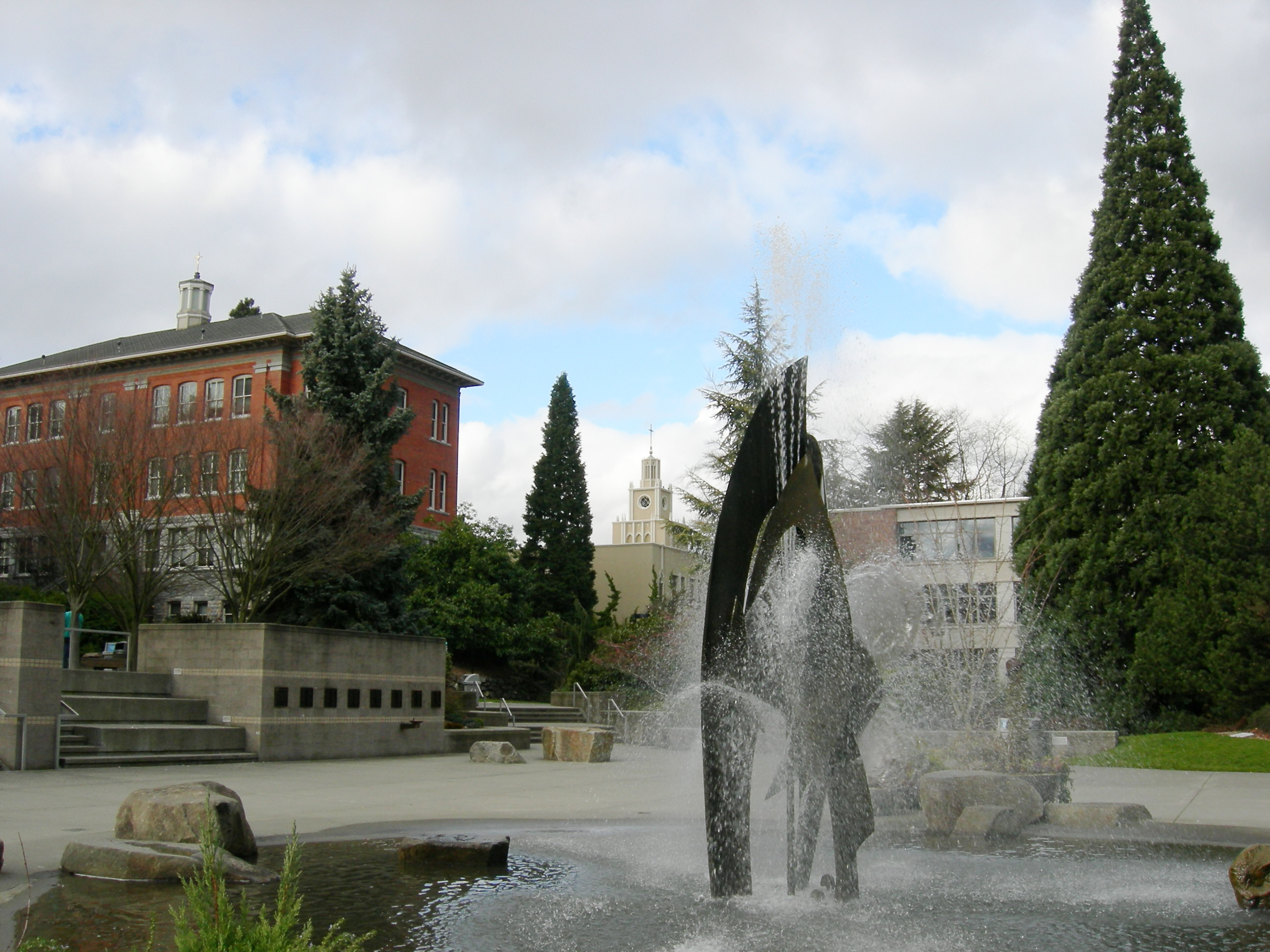
Fontaine Centennial Fountain dessinée par George Tsutakawa. De gauche à droite en arrière-plan le Garrand Hall (École d'infirmières), le bureau administratif et le Piggot Hall (École de commerce).

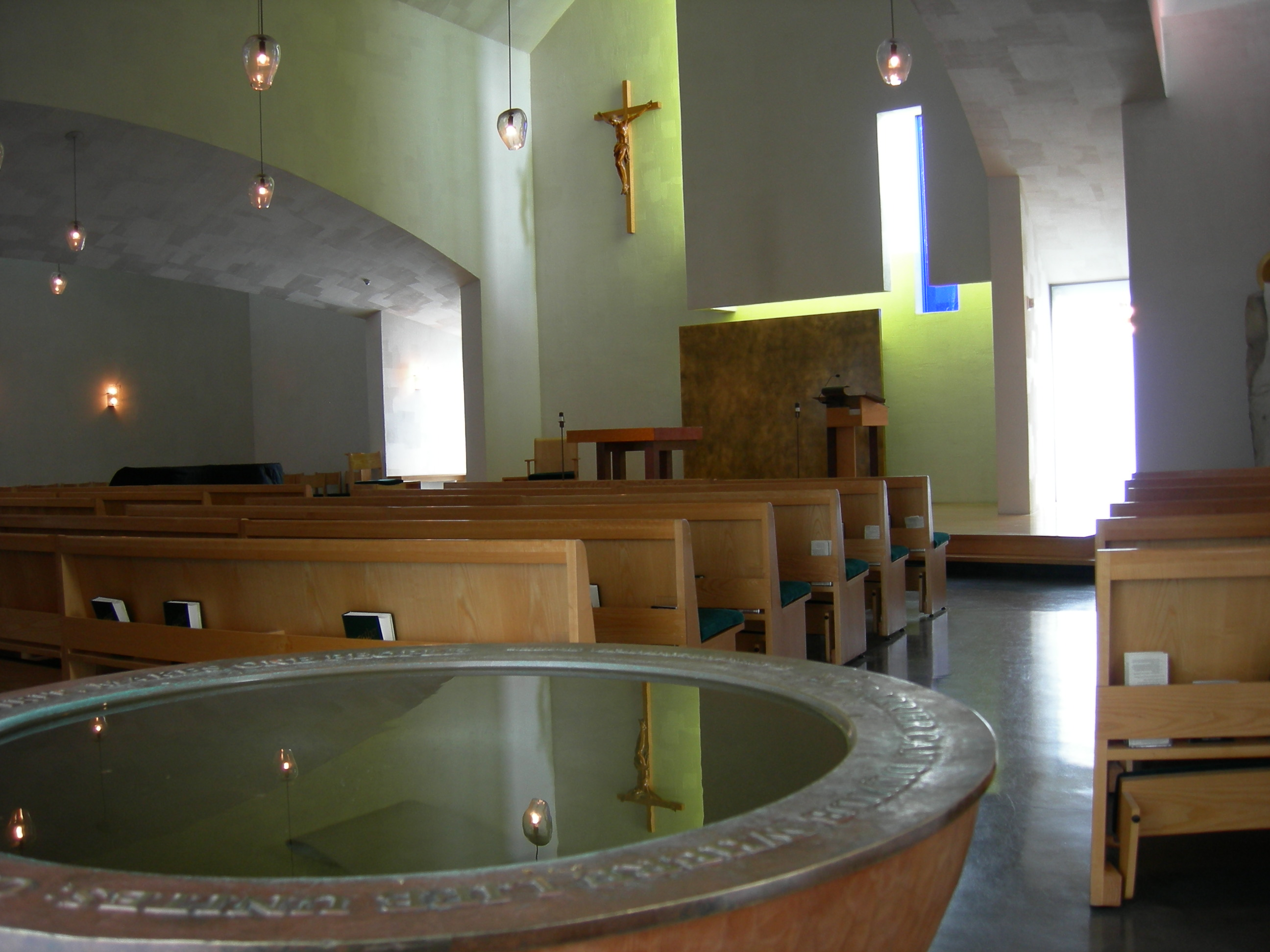
Intérieur de la Chapelle de Saint Ignatius

L'université de Seattle (Seattle University) est une université catholique située dans la ville de Seattle aux États-Unis dans l'État de Washington. Elle fut fondée en 1891 en tant qu'école de l'immaculée conception par des jésuites. Elle est toujours gérée actuellement par des jésuites. 

## Histoire
L'université de Seattle fut fondée par les pères Victor Garrand et Adrian Sweere. La construction du campus situé sur la colline de First Hill débuta en 1893. Et l'institution qui était à l'origine dans la banlieue déménagea dans ses nouveaux locaux en 1898. À ses débuts, l'institution proposait aussi bien des cours de niveau secondaire que de niveau supérieur. En 1931, l'université fut la première université jésuite à admettre des étudiantes. Le nom de Seattle University date de 1948. Avant, l'université se nommait Seattle College.

## Programmes
L'université propose 44 options différentes de niveau Baccalauréat (système universitaire anglo-saxon) et 24 options de niveau Maîtrise sans compter un programme de doctorat en éducation et une école de loi. L'université est découpée en huit collèges (Psychologie, économie et commerce, éducation, loi, école d'infirmières, sciences de l'ingénieur, théologie et le collège Matteo Ricci). La formation coûte environ 150 000 dollars bien qu'une aide financière peut couvrir une grande partie des frais.
Le réputé collège du commerce et de l'économie aussi nommé University's Albers School of Business and Economics débuta en 1945. Son nom fait référence à la famille Albers qui légua des sommes importantes à l'université. Un programme MBA fut ajouté au cursus de ce collège en 1967.
L'école de loi (School of Law) fut fondée en 1972. Elle faisait partie à cette époque de l'University of Puget Sound de Tacoma. En 1993, cette école fut annexée à l'université de Seattle. En 1999, l'école de physique fut également annexée. 

Le campus est composé de plusieurs bâtiments dont la Chapelle of Saint Ignatius conçue par Steven Holl.

## Anciens étudiants connus
- Elgin Baylor, NBA.
- Willie Espero (1982),  sénateur d'Hawaï.
- Mary Kay Letourneau, enseignante médiatisée pour avoir eu deux enfants avec un de ses élèves mineurs.
- Debora Juarez (Juris Doctor), conseillère municipale de Seattle[3].
- Frank Murkowski (1955), ancien gouverneur et sénateur de l'Alaska.
- Dino Rossi (en) (1982), ancien sénateur de l'État de Washington.
- John Spellman (1949), ancien gouverneur de l'État de Washington.
- Jim Whittaker (1952), premier Américain à avoir gravi l'Everest, en 1963.